# El pont del riu Kwai
El pont del riu Kwai (títol original en anglès: The Bridge on the River Kwai) és una pel·lícula anglo-estatunidenca de 1957 dirigida per David Lean, basada en la novel·la homònima de Pierre Boulle. Va ser rodada a Anglaterra i Sri Lanka. Va guanyar nombrosos premis Oscar i va ser doblada al català.
Els autors del guió, Carl Foreman i Michael Wilson eren a la llista negra de la caça de bruixes liderada pel senador Joseph McCarthy, acusats de pertànyer a organitzacions comunistes, per la qual cosa van haver de treballar secretament i la seva aportació no va ser acreditada en la primera versió. Per això l'Oscar al millor guió adaptat va anar a parar únicament a Pierre Boulle, autor de la novel·la original. El 1984, l'Acadèmia va concedir un premi pòstum als dos guionistes.

## Argument
Durant la Segona Guerra Mundial, uns presoners britànics reben l'encàrrec dels japonesos de construir en plena selva un pont de ferrocarril sobre el riu Kwai, a la zona de les Muntanyes de Tenasserim a Tailàndia. El coronel Nicholson (Alec Guinness), que és al capdavant dels presoners, és el típic oficial britànic que procura aixecar la moral dels seus homes. Veu la construcció del pont com una forma d'aconseguir-ho, tenint-los ocupats en una tasca que els farà sentir-se orgullosos de l'obra. Per la seva part, el major nord-americà Shears (William Holden), presoner en el mateix camp, només pensa a fugir. Al final ho aconsegueix i, en contra de la seva voluntat, torna unes setmanes més tard guiant un comando anglès, la missió del qual és fer volar el pont construït pels presoners abans que hi passi el primer tren.

## Música
La pel·lícula va contribuir a popularitzar la Marxa del Coronel Bogey una melodia militar britànica que els soldats del coronel Nicholson xiulaven en desfilar. S'ha convertit en un clàssic de la música del cinema. Aquesta melodia va ser seleccionada per Malcolm Arnold per a la banda sonora que va compondre per a la pel·lícula i per la qual va obtenir un premi Oscar i un Grammy.

## Història real

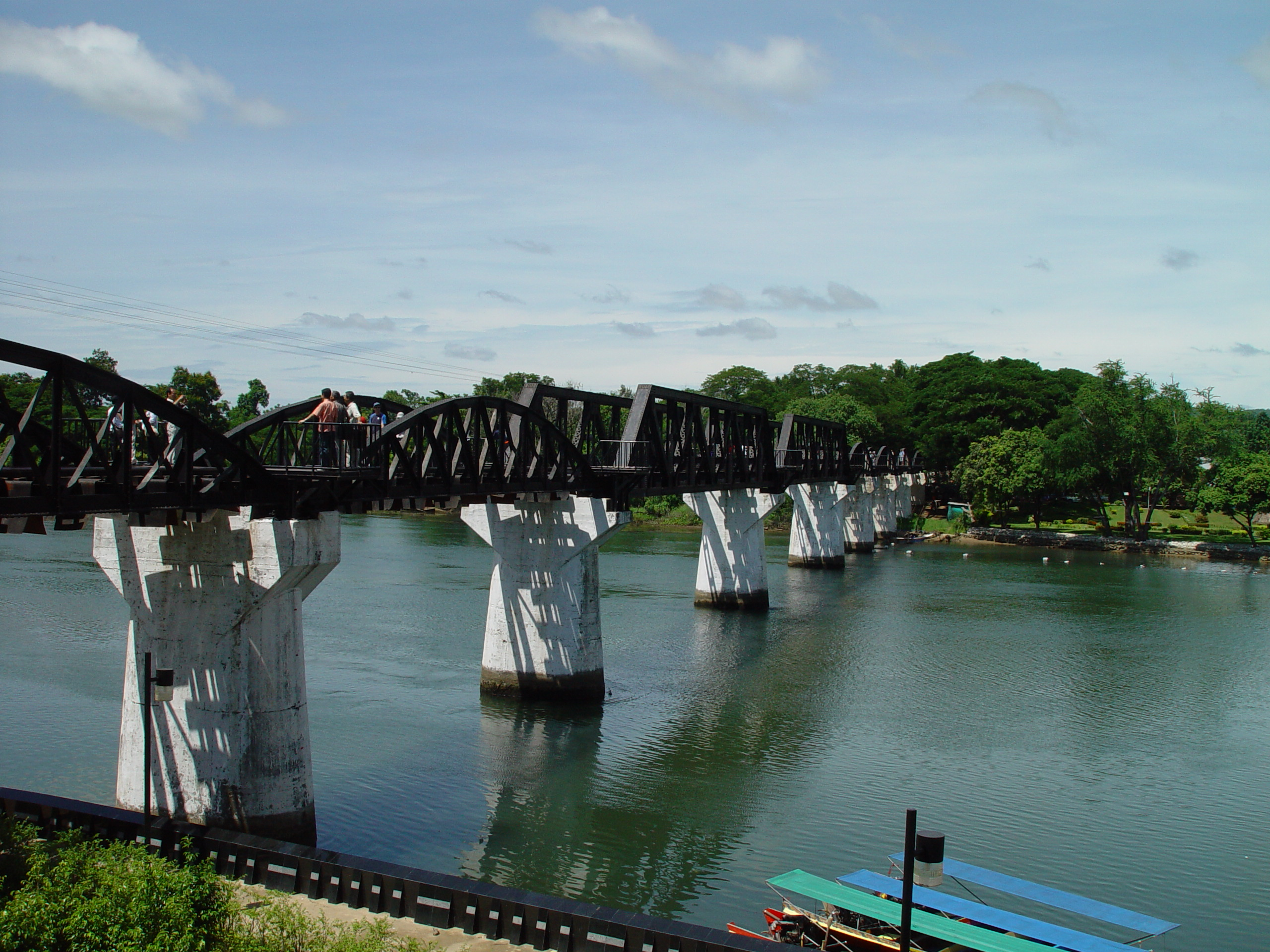
El pont, l'any 2004

El pont sobre el riu Kwai va existir i existeix avui dia. La construcció va costar més de dos-cents vides de presoners anglesos, neerlandesos i australians i va ser destruït per bombes teleguiades de l'aviació nord-americana el 1945. Després de la guerra, va ser reconstruït en metall.

## Premis i nominacions

### Premis[5]
- 1958: Oscar a la millor pel·lícula per Sam Spiegel
- 1958: Oscar al millor director per David Lean
- 1958: Oscar al millor actor per Alec Guinnes
- 1958: Oscar al millor guió adaptat per Michael Wilson i Carl Foreman (Novel·la: Pierre Boulle)
- 1958: Oscar a la millor fotografia per Jack Hildyard
- 1958: Oscar a la millor banda sonora per Malcom Arnold
- 1958: Oscar al millor muntatge
- 1958: Globus d'Or a la millor pel·lícula dramàtica
- 1958: Globus d'Or al millor actor dramàtic per Alec Guinness
- 1958: Globus d'Or al millor director per David Lean
- 1958: BAFTA a la millor pel·lícula
- 1958: BAFTA a la millor pel·lícula britànica
- 1958: BAFTA al millor actor per Alec Guinness
- 1958: BAFTA al millor guió per Pierre Boulle
- 1958: Premi David di Donatello 1958 Millor pel·lícula estrangera

### Nominacionss[5]
- 1958: Oscar al millor actor secundari per Sessue Hayakawa
- 1958: Globus d'Or al millor actor secundari per Sessue Hayakawa
- 1959: Grammy al millor àlbum de banda sonora per Malcolm Arnold

## Al voltant de la pel·lícula
- Moltes imprecisions històriques que apareixen al film han estat descrites per testimonis de la construcció del ferrocarril de Birmània al qual es fa referència.[6][7][8][9]
- La trama i els personatges de la novel·la de Boulle i el guió posterior eren, la major part, de ficció.[10]
- El coronel Saito va existir realment, però el seu verdader caràcter distava molt de l'inhumà i cruel personatge del film. El verdader Saito era un militar culte, intel·ligent i humà que tractava els presoners amb respecte i compassió. Fins al punt que, després de la derrota del Japó, Tossey va acudir com a testimoni al consell de guerra que el tribunal aliat per a crims de guerra va entaular contra Saito i el va salvar de la forca amb les seves declaracions. Quan Tossey va morir, el 1975, Saito va viatjar a Anglaterra per visitar la seva tomba.
- El coronel Nicholson (Alec Guinness) s'inspira a la figura real de Philip Tossey, tinent coronel enginyer de l'exèrcit britànic. Presoner dels japonesos, va fingir acceptar l'encàrrec dels seus captors per construir el pont, encara que en realitat va fer el que va poder per sabotejar la construcció: des d'afegir fang al ciment per debilitar-lo fins a infectar-lo de tèrmits que ell i els seus homes agafaven a la selva.[7][8]
- El guió es basa en una novel·la de l'escriptor francès Pierre Boulle, que es va inspirar en fets reals ocorreguts en la selva de Birmània durant la Segona Guerra Mundial. Els japonesos van utilitzar milers de presoners de guerra anglesos, australians i neozelandesos com a mà d'obra per a la construcció d'infraestructures militars per a la invasió de l'Índia britànica, entre els quals el pont sobre el riu Kwai per al ferrocarril entre Rangun i la frontera tailandesa.
- Es va construir un pont de fusta en plena selva de Ceilan, actual Sri Lanka, només per a dinamitar-lo. Van invertir 250.000 dòlars i van començar a construir-lo mesos abans d'iniciar el rodatge. 500 obrers, 35 elefants i 8 mesos va costar aixecar-lo.
- En lloc d'utilitzar una maqueta per rodar la destrucció del pont, Sam Spiegel (productor) va voler donar-li un major toc de realisme construint un pont i adquirint un tren del govern local per destruir-los al final del film.
- La contractació de Guinness va resultar molt complicada fins al punt que després de diverses negatives de l'actor britànic va haver de ser el mateix Spiegel que es desplacés a Londres per convèncer-lo. Més endavant es van traslladar a Tòquio per contractar Sessue Hayakawa. Per a la contractació de Holden n'hi va haver prou d'enviar-li el guió i l'endemà al matí ja havia acceptat (s'emportava un 10% de la recaptació).
- El paper del nord-americà va ser una imposició dels estudis per a aprovar la realització del film. També van exigir la inclusió d'un paper femení.
- El film es va rodar a l'illa de Ceilan, amb un pressupost de tres milions de dòlars
- El cap del poblat que ajuda els presoners era Chakrabandu, que va ajudar en realitat diversos aviadors aliats durant la Segona guerra mundial, fingint treballar per als japonesos.
- Un camió de combustible que es va incendiar a prop del pont amb la dinamita ja col·locada, en va poder haver causat la destrucció sense que es pogués filmar, però els soldats de l'exèrcit singalès que protegien el pont de sabotatges, van arriscar la vida per a desviar el camió de la vora del pont.
- Els operaris encarregats de filmar la demolició del pont havien de deixar les càmeres filmant i posar-se ràpidament a cobert, fent llavors un senyal perquè es pogués dinamitar, però un, després d'amagar-se, es va oblidar de fer el senyal i l'equip de demolició no el va poder fer esclatar, de manera que el tren va travessar el pont i va descarrilar poc després de xocar amb un generador. Van haver de treballar a marxes forçades per tornar a posar el tren al seu lloc i en perfecte estat per filmar l'endemà al matí la seqüència, aquesta vegada sense errors.
- L'Oscar al millor guió original el van donar a Pierre Boulle (autor de la novel·la), que no parlava anglès, ja que els verdaders guionistes Michael Wilson i Carl Foreman no podien optar per llei al premi, en ser a les llistes negres de Hollywood durant la cacera de bruixes. Ambdós guionistes van ser exclosos dels crèdits del film quan es va estrenar, malgrat que en anys posteriors això es va resoldre, de manera que a la còpia que ara podem veure ja apareixen acreditats. Van rebre el premi Oscar que es mereixien amb caràcter pòstum.[2] El mateix David Lean també va afirmar que el productor Sam Spiegel el va enganyar amb relació a la seva part corresponent en els crèdits, ja que havia tingut un protagonisme important en l'elaboració del guió.[11]